# بوردرلاندز 2
بوردرلاندز 2 (بالإنجليزية: Borderlands 2) هي لعبة فيديو من نوع تصويب منظور الشخص الأول، تاريخ صدورها هو 18 سبتمبر 2012 . وهي متوفرة على أجهزة بلاي ستيشن 3 . اللعبة من تطوير جيربوكس سوفتوير وهي من نشر تو كي جيمز .

## موجز القصة
تدور أحداث القصة بعد خمسة سنوات من أحداث الجزء الأول عندما عرض صيادي المدفن أسرار مدفن (Eridian) حيث يظهر العدو جاك الذي كان له الفضل في كشف أسرار المدفن وحصل علي ثروته مما سمح له بالسيطرة علي شركة (Hyperion) مما جعله سيد علي كوكب (Pandora) الذي تدور فيها أحداث اللعبة، وقد وعد جاك بتنظيف الفوضى التي عمت الكوكب ولكنه يبدأ في إبادة سكان كوكب باندورا من أجل صنع حياة جديدة علي هذا الكوكب، ويمتلك جاك قاعدة تجهيزات رائعة تقع في قمر باندورا وهذه القاعدة مرئية ويمكنها نشر قوات Hyperion في أي منطقة تقع علي كوكب باندورا.

## روابط خارجية
- بوردرلاندز 2 على موقع IMDb (الإنجليزية)